# Чуми, Бернар
Бернар Чуми (фр. Bernard Tschumi; род. 25 января 1944, Лозанна, Швейцария) — архитектор, писатель, педагог, чьё имя обычно связывают с деконструктивизмом.

## Биография
Имея франко-швейцарское происхождение, работает и живёт в Нью-Йорке и Париже. Учился в Париже и Швейцарской высшей технической школе Цюриха, где и получил степень по архитектуре в 1969 году. Преподавал в Великобритании и США.
На протяжении всей своей карьеры архитектора, теоретика, преподавателя Чуми давал собственную оценку роли архитектуры в осуществлении личной и политической свободы. С 1970-х годов Чуми утверждал, что не существует установленных отношений между архитектурной формой и событиями, происходящими внутри неё. Этические и политические императивы, наполняющие его работу, подчеркивают установление проактивной архитектуры, неиерархически организующей баланс сил посредством программных и пространственных приемов. Согласно теории Чуми роль архитектуры заключается не в том, чтобы выражать существующую социальную структуру, а в том, чтобы действовать в качестве средства, которое сначала подвергает эту структуру сомнению, а затем и пересматривает её.
В 1978 году Бернар Чуми опубликовал эссе под названием «Удовольствие от архитектуры», в котором использовал секс в качестве описательной аналогии для архитектуры. В нём Чуми утверждает, что архитектура по своей природе принципиально бесполезна, отделяя её от самого «здания» и строительства. Чуми требует прославления архитектурной бесполезности, в которой хаос чувственности и порядок непорочности сочетаются, формируя структуры, пробуждающие пространство, в котором они построены. Чуми проводит различие между формированием знания и знанием формы, утверждая, что архитектурой слишком часто пренебрегают в качестве второго, в то время как её часто можно использовать в качестве первого. Эта статья дала имя последующей серии работ, посвященных так называемым пределам архитектуры.
Первой заметной публичной работой Чуми в 1982 году стал проект-победитель для парижского конкурса на проект парка «Ла Виллетт». Спустя четыре года парк был открыт.

## Цитата
Любые отношения между зданием и людьми, его использующими, — это отношения насилия, поскольку любое использование означает вторжение человеческого тела в данное конкретное пространство, вторжение одного порядка в другой.

## Критика
Работы Чуми критикуют за деструктивную позицию и принесение человеческих потребностей в жертву искусственным и надуманным интеллектуальным целям. К примеру, организация «Проект за общественные пространства» (Project for Public Spaces) упрекала проект и реализацию парка «Ла Виллетт» в отсутствии человечности.

## Осуществлённые проекты

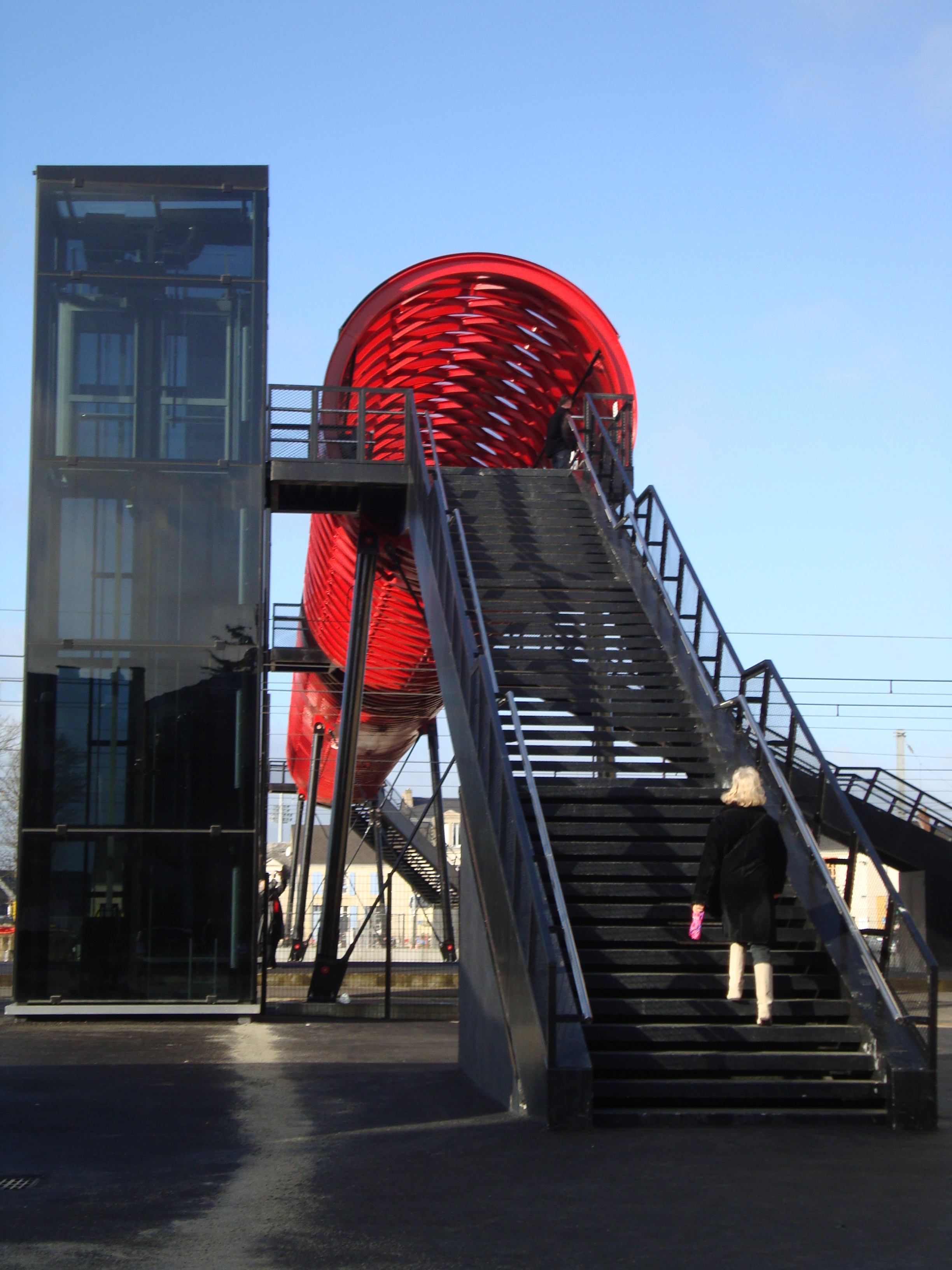
Аттракцион в парке развлечений, Ла-Рош-сюр-Йон

- парк Ла Виллет, Париж, Франция (1983—1998)
- Студенческий центр Альфреда Лернера, Колумбийский университет, Нью-Йорк, США (1999)
- Новый музей Акрополя, Афины, Греция (2002—2008)
- Архитектурная школа Пола Л. Сехаса, Международный университет Флориды, Майами (2004)
- Штаб-квартира компании Vacheron Constantin, Женева, Швейцария (2004)
- Спортивный центр Линднера, Университет Цинциннати, Огайо (2006)
- Блу (многоквартирный дом) Нью-Йорк, США (2007)
- Концертный зал «Зенит», Лимож, Франция (2007)